# Pümpwurm
Der Pümpwurm oder die Röhren-Sandkoralle (Sabellaria spinulosa) ist ein sessiler, röhrenbauender, riffbildender, als Filtrierer lebender Vielborster (Polychaeta) aus der Familie der Sandkorallen (Sabellariidae), der im östlichen Atlantischen Ozean zu finden ist.

## Merkmale
Sabellaria spinulosa hat einen bis etwa 3 cm langen, dünnen, zylindrischen und glatten, weinroten, am Thorax braun gefleckten Körper mit 40 Segmenten und einem hellbraun gefärbten Schwanzabschnitt, der sich zum Hinterende hin allmählich verjüngt. Der Postabdomen bezeichnete hinterste Abschnitt liegt nach vorn gefaltet in einer Bauchrinne des Abdomens, wobei der After nach vorn weist. Bei der Geschlechtsreife werden die Weibchen violett und die Männchen weißlich.
Die äußeren Borsten des Operculums verjüngen sich nach distal und sind mit 4 bis 5 Zähnen besetzt, von denen der mittlere am längsten und beiderseits gesägt ist. Die mittleren Borsten des Operculums sind gekniet, subdistal ausgehöhlt und verjüngen sich nach distal. Die inneren Borsten der Operculums ähneln den mittleren, sind aber länger. Ventral am Mund sitzen zahlreiche fadenartige Tentakel-Filamente, und zwischen den Tentakel-Zipfeln befinden sich ventral zwei kurze, kegelförmige Palpen.
Das erste borstentragende Segment hat ovale Neuropodien, an denen finde, gezähnte kapillarartige Borsten sitzen. Am zweiten borstentragenden Segment befinden sich an den Neuropodien gezähnte kapillarartige Borsten und ein kleiner dreieckiger Cirrus. Vom zweiten borstentragenden Segment an trägt jedes Segment Kiemen, deren Länge nach hinten hin abnimmt.
Die letzten 3 Segmente des Thorax haben rechteckige Notopodien, an denen jeweils 8 bis 10 große paddelförmige Borsten sitzen. Die Neuropodien tragen keine Cirren, und ihre Borsten ähneln denen an den Notopodien, sind aber kleiner. Das Abdomen zeichnet sich durch Notopodien mit seitlichen, fleischigen Klappen aus, an denen kurze Haken mit jeweils etwa 5 bis 6 Zähnchen sitzen, während die dortigen papillenartigen Neuropodien mit langen, federähnlichen kapillarartigen Borsten besetzt sind.
Sabellaria spinulosa ähnelt stark der nahe verwandten Sabellaria alveolata und ist deshalb von ihr schwer auseinanderzuhalten. Sie unterscheidet sich von dieser vor allem in der Form der Borsten in der äußeren und der mittleren Reihe auf dem Operculum. Zudem sind die durch ihre Wohnröhren gebildeten Riffe weniger mächtig.

## Wohnröhre
Die Wohnröhren von Sabellaria spinulosa bestehen aus Sandkörnern, die mit den am Mund sitzenden Paleae aus dem strömenden Wasser gesiebt, mit den Tentakeln an den oberen Rand der Röhre gebracht und mit dem von Zementdrüsen am 2. Segment abgeschiedenen, verfestigten Schleim (Kittsubstanz) zementiert werden. Oft treten die Tiere mit ihren Wohnröhren in großer Zahl nebeneinander auf, so dass die Öffnungen der Röhren ein bienenwabenartiges Muster ergeben.

## Entwicklungszyklus
Sabellaria spinulosa ist getrenntgeschlechtlich und wird etwa 2 bis 5 Jahre alt. Im Juli werden die Weibchen violett und die Männchen weißlich und entlassen ihre Gameten, so dass die Befruchtung im freien Meerwasser stattfindet. Aus den Zygoten entwickeln sich in rund 12 Stunden frei schwimmende Trochophora-Larven, die je nach Umweltbedingungen 6 Wochen bis 2 Monate als Zooplankton leben, das sich von Phytoplankton ernährt. Die reife Larve ist schließlich durch ihren Borsten (Paleae) am Mund als Sabellariide erkennbar und sinkt zu Boden, um zu einem kriechenden Wurm zu metamorphosieren und eine Wohnröhre zu bauen. Die Larven lassen sich bevorzugt auf bereits bestehenden Riffen ihrer Artgenossen nieder. Die Riffe von Sabellaria spinulosa erreichen allerdings nicht die Größe derjenigen von Sabellaria alveolata, sondern bilden eher dünnere Krusten, und oft bilden die Ringelwürmer auch einzelne Wohnröhren auf festem Substrat wie Steinen oder Molluskenschalen.

## Ernährung
Sabellaria spinulosa ernährt sich als Filtrierer von Detritus.

## Verbreitung, Lebensraum und Gefährdung
Sabellaria spinulosa ist im östlichen Atlantischen Ozean bis zum Golf von Guinea, in der Nordsee bis ins Kattegat, im Mittelmeer und im Schwarzen Meer verbreitet. Der Polychaet lebt in der Gezeitenzone auf Fels oder Sand, wo er aus Schleim und Sandkörnern zylindrische Wohnröhren baut, die bis mehrere hundert Meter große Riffe bilden können. Noch im 19. Jahrhundert gab es mehr als 20 große Sandkorallenriffe von Sabellaria spinulosa und Sabellaria alveolata im Wattenmeer des Deutschen Reiches, und bis in die 1930er Jahre galten die Sandkorallen als dominante Form unterhalb der Gezeitenzone der Nordsee. Inzwischen gibt es in deutschen Gewässern keine Riffe von Sandkorallen mehr, weshalb die Art vom Bundesamt für Naturschutz als stark gefährdet eingestuft wird. Als Gründe für den Rückgang nennt dieses 2014 den Ausbau von Häfen, Baggerarbeiten und insbesondere die Schleppnetzfischerei. Auch die UK Biodiversity Group und der Naturschutzbund Deutschland nennen die Schleppnetzfischerei als Hauptgrund für das Sterben der Sandkorallen. Allerdings gelang es in einer Untersuchung von Ralf Vorberg 2000 nicht, einen direkten Zusammenhang zwischen der Anwendung der Grundschleppnetze und dem Verschwinden der Borstenwürmer nachzuweisen.